# Langford (East Devon)
Langford – przysiółek w Anglii, w Devon. Leży 14,9 km od miasta Exeter, 73,3 km od miasta Plymouth i 243 km od Londynu. Langford jest wspomniana w Domesday Book (1086) jako Langeford/Langafort.